# Lori Williams
Pour les articles homonymes, voir Williams.
Lori Williams, née le 23 mars 1946 à Pittsburgh est une actrice  américaine. Elle est connue pour son rôle dans le film de sexploitation Faster, Pussycat! Kill! Kill! (1965) de Russ Meyer.

## Filmographie
- 1965 : A Swingin' Summer de Robert Sparr : Swingin' Summer Girl
- 1965 : Faster, Pussycat! Kill! Kill! de Russ Meyer : Billie, la "femme sauvage" blonde
- 1965 : The Incredible Sex Revolution (en) d'Albert Zugsmith (en) : la femme de la chasse au trésor
- 1967 : It's a Bikini World de Stephanie Rothman : une fille

### Vidéographie
- Go, Pussycat, Go! (2005), documentaire de David Gregory, production Blue Underground